# Julius Creizenach
Julius Creizenach (* 16. Mai 1816 in Mainz; † 2. Februar 1885 in Darmstadt) war ein deutscher Jurist und Richter beim Obergericht Mainz und Verwaltungsgerichtshof Darmstadt.

## Leben
Julius Creizenach wurde als Sohn des jüdischen Predigers und Mathematikers Michael Creizenach (1789–1842) und dessen Frau Marianne, geb. Haas (1788–1844) geboren. Nach einem Studium der Rechtswissenschaften promovierte er am 27. Dezember 1837 zum Dr. jur. Bevor er 1865 zum Bezirksgerichtsrat ernannt wurde, war er als Anwalt und Richter bei mehreren hessischen Gerichten, so auch am Obergericht Mainz, tätig. 
1869 zum Obergerichtsrat ernannt, wurde er einige Jahre später Mitglied beim Verwaltungsgerichtshof Darmstadt.
1873 verfasste und veröffentlichte er eine Arbeit über den kaufmännischen Contocurrent.
Der Dichter und Literaturhistoriker Theodor Creizenach war sein Bruder.

## Öffentliche Ämter
- Mitglied der Prüfungskommission für das Justiz- und Verwaltungsfach

## Auszeichnungen
- 12. September 1878 Ritterkreuz I. Klasse des Verdienstordens  Philipps des Großmütigen